# Copa Governador do Estado da Bahia 2012
In 2012 werd de vierde editie van de Copa Governador do Estado da Bahia gespeeld voor voetbalclubs uit de Braziliaanse staat Bahia De competitie werd georganiseerd door de FBF en werd gespeeld van 16 september tot 25 november. Vitória da Conquista werd kampioen en mocht daardoor deelnemen aan de Série D 2013 en de Copa do Brasil 2013. 

## Eerste fase

### Eerste fase

#### Groep 1
| Plaats | Club                 | Wed. | W | G | V | Saldo | Ptn. |
| ------ | -------------------- | ---- | - | - | - | ----- | ---- |
| 1.     | Vitória da Conquista | 6    | 4 | 1 | 1 | 8:4   | 13   |
| 2.     | Bahia de Feira       | 6    | 3 | 1 | 2 | 7:5   | 10   |
| 3.     | Vitória B            | 6    | 2 | 1 | 3 | 6:9   | 7    |
| 4.     | Fluminense de Feira  | 6    | 1 | 1 | 4 | 4:7   | 4    |

|  | Geplaatst voor tweede fase |

#### Groep 2
| Plaats | Club                | Wed. | W | G | V | Saldo | Ptn. |
| ------ | ------------------- | ---- | - | - | - | ----- | ---- |
| 1.     | Jacuipense          | 6    | 3 | 2 | 1 | 11:5  | 11   |
| 2.     | Atlético Alagoinhas | 6    | 3 | 0 | 3 | 10:9  | 9    |
| 3.     | Feirense            | 6    | 2 | 2 | 2 | 8:11  | 8    |
| 4.     | Bahia B             | 6    | 1 | 2 | 3 | 7:11  | 5    |

|  | Geplaatst voor tweede fase |

## Tweede fase
In geval van gelijkspel worden er strafschoppen genomen, tussen haakjes weergegeven.
|  | halve finale         | halve finale | halve finale | halve finale |  |                      | finale | finale | finale | finale |
|  |                      |              |              |              |  |                      |        |        |        |        |
|  |                      |              |              |              |  |                      |        |        |        |        |
|  | Jacuipense           | 2            | 0            | 2            |  |                      |        |        |        |        |
|  | Bahia de Feira       | 1            | 0            | 1            |  |                      |        |        |        |        |
|  |                      |              |              |              |  | Jacuipense           | 2      | 0      | 2      |        |
|  |                      |              |              |              |  | Vitória da Conquista | 1      | 1      | 2      |        |
|  | Vitória da Conquista | 0            | 2            | 2            |  |                      |        |        |        |        |
|  | Atlético Alagoinhas  | 1            | 0            | 1            |  |                      |        |        |        |        |

## Kampioen
| Copa Governador do Estado da Bahia de 2012 |
| Vitória da Conquista                       |
| ------------------------------------------ |
| VITÓRIA DA CONQUISTA Kampioen (3° titel)   |